# Volta a Espanha de 2020
A 75.ª edição da Volta a Espanha foi uma corrida de ciclismo de estrada por etapas que se celebrou entre a 20 de outubro e a 8 de novembro de 2020 com início na cidade de Irún e final na cidade de Madrid, na Espanha, com um total de 18 etapas sobre um percurso de 2892,1 km. O vencedor absoluto, por segundo ano consecutivo, foi o corredor esloveno Primož Roglič.
Inicialmente prevista entre 14 de agosto e 6 de setembro, com motivo da pandemia de doença por coronavirus de 2019-2020 e o respectivo reordenamento de todo o calendário ciclista facto pela UCI para a temporada de 2020, a corrida foi reprogramada para se celebrar entre 17 de outubro e 8 de novembro de 2020. Pouco depois, a organização anunciou a anulação das três primeiras etapas, que se iam disputar em solo neerlandês. Por tanto, o percurso partiu já desde Irun (Espanha) na terça-feira 20 de outubro. Constava de um total de 21 etapas, mas ao anular-se as três primeiras disputaram-se 18, sobre uma distância total de 2846,9 km.
A corrida foi a terça e última das denominadas Grandes Voltas da temporada e fez parte do circuito UCI WorldTour de 2020 dentro da categoria 2.uwT.

## Equipas participantes
Como prova WorldTour, as 19 equipas WorldTour participam automaticamente à corrida. Terminando a melhor formação da segunda divisão, a equipa Total Direct Énergie tem o direito, sem obrigação, de tomar parte a todas as corridas do calendário WorldTour. A formação decidiu de tomar a saída desta Volta a Espanha. Como no ano passado, os organizadores também convidaram ambas equipas continentais profissionais espanholas Burgos-BH e Caja Rural-Seguros RGA.
| Equipes WorldTeam (19)- AG2R La Mondiale - Astana - Bahrain McLaren - Bora-Hansgrohe - CCC Team - Cofidis - Deceuninck-Quick Step - EF Pro Cycling - Groupama-FDJ - Israel Start-Up Nation - Lotto Soudal - Mitchelton-Scott - Movistar Team - NTT Pro Cycling - Ineos Grenadiers - Jumbo-Visma - Team Sunweb - Trek-Segafredo - UAE Team Emirates Equipes ProTeam (3)- Burgos-BH - Caja Rural-Seguros RGA - Total Direct Énergie |
| |

### Favoritos
O campeão em título Primož Roglič (Jumbo-Visma) é considerado como o favorito antes da corrida, em companhia do seu colega Tom Dumoulin (laureado do Giro d'Italia de 2017). Richard Carapaz (Ineos Grenadiers), vencedor do Giro d'Italia de 2019, é um dos seus principais competidores, aos lados de Enric Mas (Movistar Team) e Thibaut Pinot (Groupama-FDJ). Aleksandr Vlasov (Astana) é anunciado igualmente como um dos de fora, após o seu abandono inesperado no recente Giro durante a segunda etapa. Os demais corredores esperados como candidatos à vitória são os antigos vencedores Chris Froome (Ineos Grenadiers) e Alejandro Valverde (Movistar).
Os principais velocistas presentes são Pascal Ackermann (Bora-Hansgrohe), Sam Bennett (Deceuninck-Quick-Step) e Jasper Philipsen (UAE Team Emirates).

## Desenvolvimento

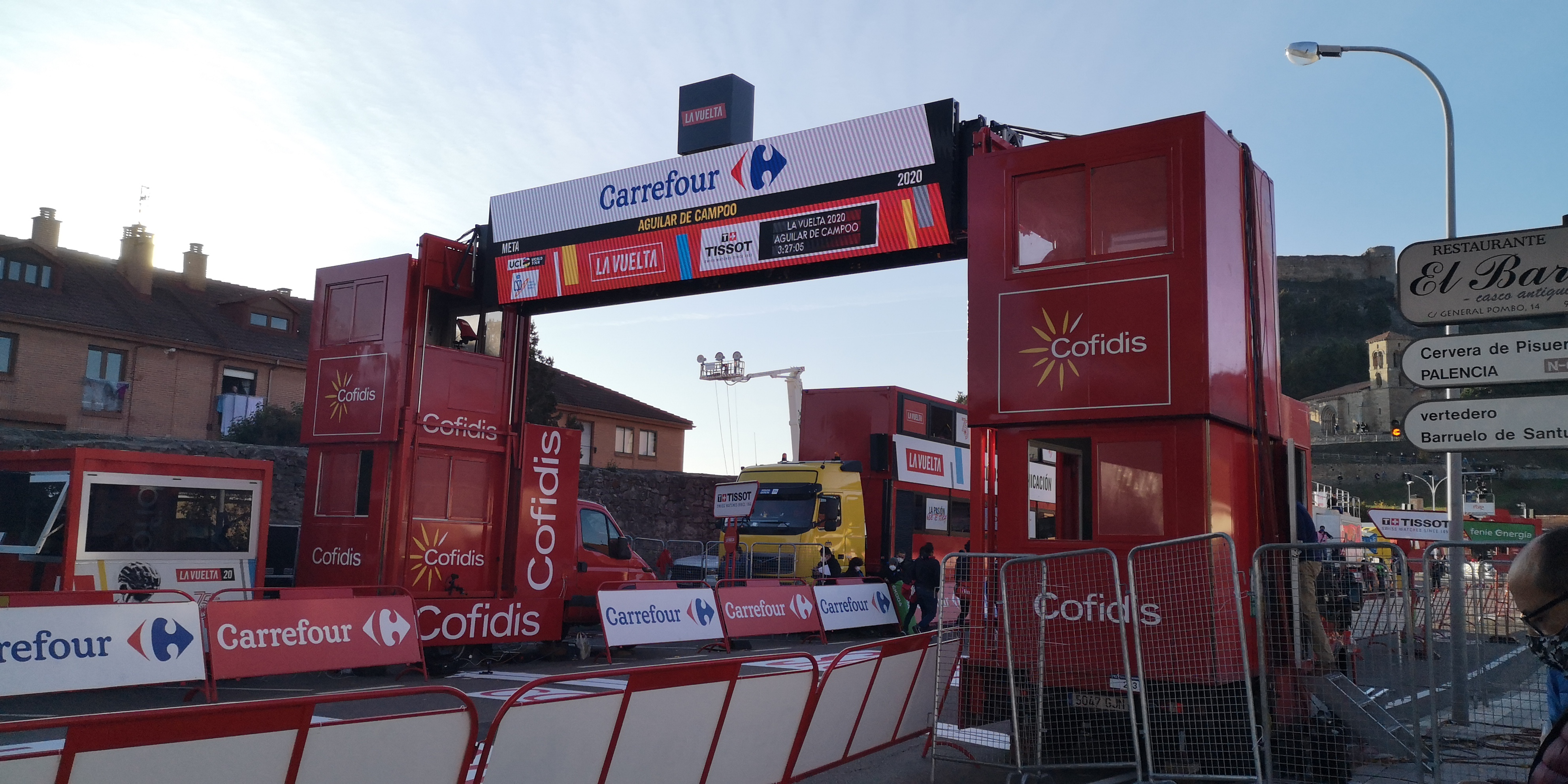
Área de meta da Vuelta 2020, durante a 9.ª etapa da mesma

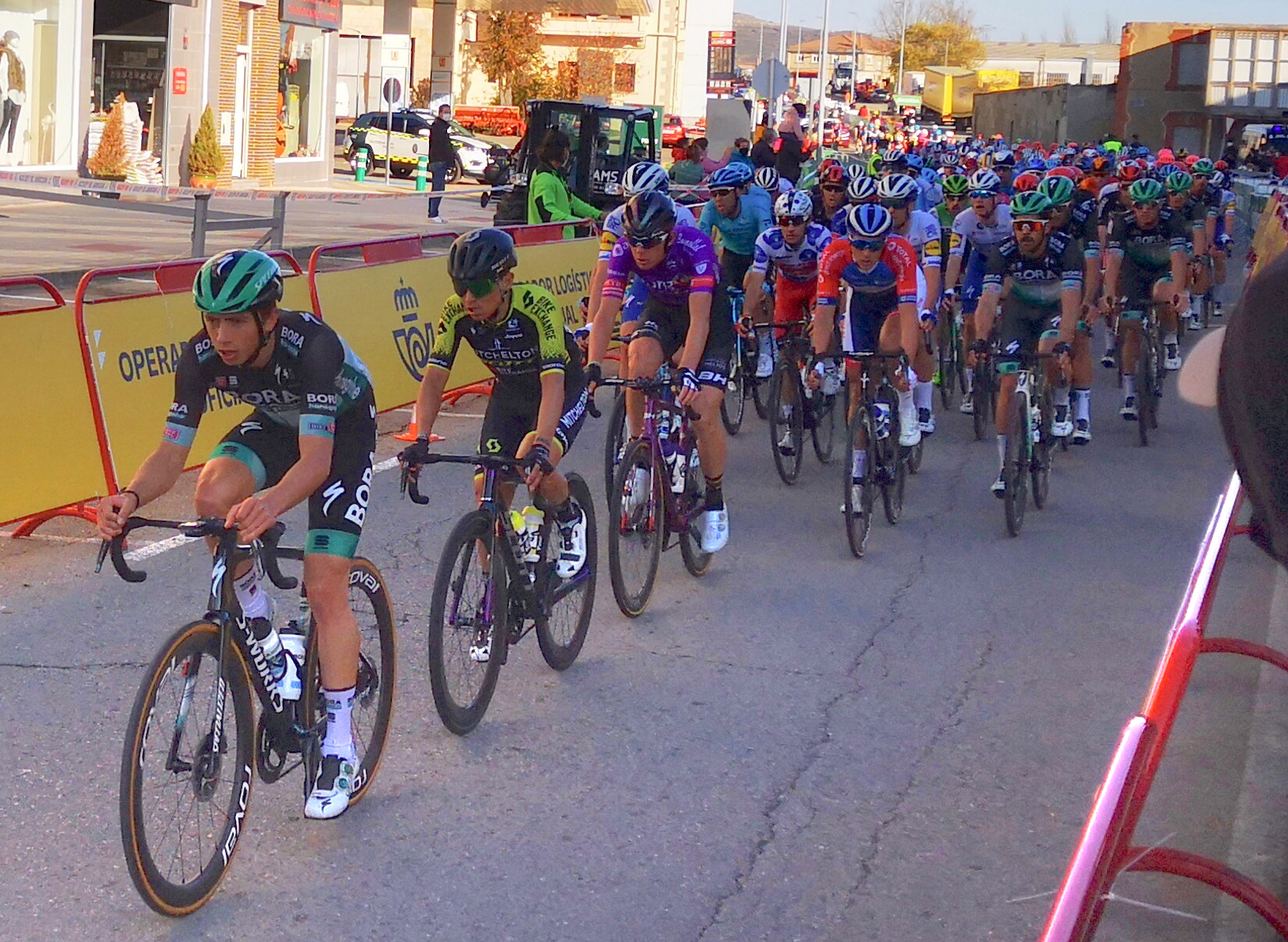
Entrada do pelotão em Aguilar de Campoo durante a disputa da 9.ª etapa, encabeçado por Ide Schelling

Depois da anulação das três primeiras etapas, os corredores iniciarão a competição no País Basco com uma etapa em media montanha que vai desde Irun até Arrate, lugar mítico da Volta ao País Basco, e onde venceu o ganhador absoluto da edição anterior, o esloveno Primož Roglič. Ao dia ao dia seguinte ultrapassa-se o nível dos 1000 m com a subida para o Santuário de San Miguel de Aralar, cuja cume está situada a 17 km da chegada em Lecumberri. Na 6.ª etapa e pela primeira vez na história da Volta tem-se programada a chegada da corrida à Lagoa Negra de Urbión, onde venceu Daniel Martin. Após uma etapa plana com final em Ejea de los Caballeros, três subidas animam os 70 últimos quilómetros no 5.º dia de corrida caminho de Sabiñánigo, com vitória de Tim Wellens. com o Col de Portalet, o col d'Aubisque e o subida final ao legendário Passo do Tourmalet; mas as restrições impostas pelo COVID-19 na França obrigaram a modificar o percurso, tendo o novo final da etapa em Aramón Formigal, onde ganhou o canadiano Michael Woods e Richard Carapaz arrebatou a liderança a Roglič.
Após o primeiro dia de descanso, os corredores disputam uma etapa com duas subidas ao Porto de Orduña (10° etapa), antes de uma chegada ao Alto de Moncalvillo (11° etapa), com rampas do 13 e 14 % nos três últimos quilómetros. Depois de duas etapas planas com finais em Aguilar de Campoo e Suances, na que Roglič recuperou a liderança, chegou a montanha asturiana. Na primeira etapa (a 14°) os corredores têm que subir quatro portos de 1.ª categoria durante os 120 últimos quilómetros, entre os quais destacam o Porto de San Lorenzo e o subida final à Farrapona. Ao dia seguinte disputarão a etapa em linha mais curta da corrida (109,2 km), com cinco subidas, entre os quais o Alto do Cordal e o Alto de l'Angliru, onde Carapaz voltou a se vestir de líder.
No segundo dia de descanso é seguido por uma contrarrelógio de 33,5 km, plano antes do subida final para o Mirador de Ézaro (1,5 km a 17,67 %) onde Roglič conseguiu a vitória e voltou a vestir-se a camisa vermelha de líder. Depois da passagem pela Galiza num princípio a corrida ia atravessar Portugal, mas a crise do COVID-19 tem feito que o passo pelo país luso se tenha substituído por uma chegada em Povoa de Sanabria e um início de etapa em Salamanca. A última etapa de montanha passa por seis portos, entre os quais a subida ao final ao Alto da Covatilla. O tradicional circuito madrileno acaba a corrida. com o triunfo de etapa de Pascal Ackermann e a segunda vitória absoluta consecutiva para Primož Roglič.

## Etapas
| Etapa | Data      | Percurso                                   | type            | Distância (km) | Vencedor         | Líder geral     |
| ----- | --------- | ------------------------------------------ | --------------- | -------------- | ---------------- | --------------- |
| 1     | 20 out.   | Irun – Arrate                              | média montanha  | 173            | Primož Roglič    | Primož Roglič   |
| 2     | 21 out.   | Pamplona – Lecumberri                      | média montanha  | 151,6          | Marc Soler       | Primož Roglič   |
| 3     | 22 out.   | Lodosa – Lagoa Negra de Urbión             | média montanha  | 166,1          | Daniel Martin    | Primož Roglič   |
| 4     | 23 out.   | Garray – Ejea de los Caballeros            | etapa plana     | 191,7          | Sam Bennett      | Primož Roglič   |
| 5     | 24 out.   | Huesca – Sabiñánigo                        | média montanha  | 184,4          | Tim Wellens      | Primož Roglič   |
| 6     | 25 out.   | Biescas – Aramón Formigal                  | alta montanha   | 146,4          | Ion Izagirre     | Richard Carapaz |
|       | 26 de oct | Dia de descanso                            | Dia de descanso |                |                  |                 |
| 7     | 27 out.   | Vitoria-Gasteiz – Villanueva de Valdegovía | média montanha  | 159,7          | Michael Woods    | Richard Carapaz |
| 8     | 28 out.   | Logroño – Hornos de Moncalvillo            | alta montanha   | 164            | Primož Roglič    | Richard Carapaz |
| 9     | 29 out.   | Castrillo del Val – Aguilar de Campoo      | etapa plana     | 157,7          | Pascal Ackermann | Richard Carapaz |
| 10    | 30 out.   | Castro-Urdiales – Suances                  | etapa plana     | 185            | Primož Roglič    | Primož Roglič   |
| 11    | 31 out.   | Villaviciosa – Parque natural de Somiedo   | alta montanha   | 170            | David Gaudu      | Primož Roglič   |
| 12    | 1 nov.    | Pola de Laviana – Alto de El Angliru       | alta montanha   | 109,4          | Hugh Carthy      | Richard Carapaz |
|       | 2 de nov  | Dia de descanso                            | Dia de descanso |                |                  |                 |
| 13    | 3 nov.    | Muros – Mirador de Ézaro                   | cronoescalada   | 33,7           | Primož Roglič    | Primož Roglič   |
| 14    | 4 nov.    | Lugo – Ourense                             | etapa escarpada | 204,7          | Tim Wellens      | Primož Roglič   |
| 15    | 5 nov.    | Mos – Puebla de Sanabria                   | etapa escarpada | 230,8          | Jasper Philipsen | Primož Roglič   |
| 16    | 6 nov.    | Salamanca – Cidade Rodrigo                 | etapa escarpada | 162            | Magnus Cort      | Primož Roglič   |
| 17    | 7 nov.    | Sequeros – La Covatilla                    | alta montanha   | 178,2          | David Gaudu      | Primož Roglič   |
| 18    | 8 nov.    | Hipódromo de Zarzuela – Madri              | etapa plana     | 139,6          | Pascal Ackermann | Primož Roglič   |

## Classificações finais
As classificações finalizaram da seguinte forma:

### Classificação geral
| \| Classificação geral \| Classificação geral \| Classificação geral \| Classificação geral \| Classificação geral \| \| Ciclista \| Ciclista \| Equipe \| Tempo \| \| \| ------------------- \| ------------------- \| ---------------------- \| ------------------- \| ------------------- \| \| 1. \| Primož Roglič \| Jumbo-Visma \| 72h46m12s \| \| \| 2. \| Richard Carapaz \| Ineos Grenadiers \| + 24s \| \| \| 3. \| Hugh Carthy \| EF Pro Cycling \| + 1m15s \| \| \| 4. \| Daniel Martin \| Israel Start-Up Nation \| + 2m43s \| \| \| 5. \| Enric Mas \| Movistar Team \| + 3m36s \| \| \| 6. \| Wout Poels \| Bahrain McLaren \| + 7m16s \| \| \| 7. \| David de la Cruz \| UAE Team Emirates \| + 7m35s \| \| \| 8. \| David Gaudu \| Groupama-FDJ \| + 7m45s \| \| \| 9. \| Felix Großschartner \| Bora-Hansgrohe \| + 8m15s \| \| \| 10. \| Alejandro Valverde \| Movistar Team \| + 9m34s \| \| \| 11. \| Aleksandr Vlasov \| Astana \| + 9m36s \| \| \| 12. \| George Bennett \| Jumbo-Visma \| + 14m04s \| \| \| 13. \| Mikel Nieve \| Mitchelton-Scott \| + 14m47s \| \| \| 14. \| Guillaume Martin \| Cofidis \| + 15m07s \| \| \| 15. \| Sergio Henao \| UAE Team Emirates \| + 15m36s \| \| \| 16. \| Sepp Kuss \| Jumbo-Visma \| + 16m26s \| \| \| 17. \| Mattia Cattaneo \| Deceuninck-Quick Step \| + 17m45s \| \| \| 18. \| Marc Soler \| Movistar Team \| + 21m01s \| \| \| 19. \| Gorka Izagirre \| Astana \| + 21m46s \| \| \| 20. \| Gino Mäder \| NTT Pro Cycling \| + 43m39s \| \| |                     |                        |           |
| |                     |                        |           |
| Fonte: ProCyclingStats |                     |                        |           |
| Classificação geral |                     |                        |           |
| Ciclista | Ciclista            | Equipe                 | Tempo     |
| 1. | Primož Roglič       | Jumbo-Visma            | 72h46m12s |
| 2. | Richard Carapaz     | Ineos Grenadiers       | + 24s     |
| 3. | Hugh Carthy         | EF Pro Cycling         | + 1m15s   |
| 4. | Daniel Martin       | Israel Start-Up Nation | + 2m43s   |
| 5. | Enric Mas           | Movistar Team          | + 3m36s   |
| 6. | Wout Poels          | Bahrain McLaren        | + 7m16s   |
| 7. | David de la Cruz    | UAE Team Emirates      | + 7m35s   |
| 8. | David Gaudu         | Groupama-FDJ           | + 7m45s   |
| 9. | Felix Großschartner | Bora-Hansgrohe         | + 8m15s   |
| 10. | Alejandro Valverde  | Movistar Team          | + 9m34s   |
| 11. | Aleksandr Vlasov    | Astana                 | + 9m36s   |
| 12. | George Bennett      | Jumbo-Visma            | + 14m04s  |
| 13. | Mikel Nieve         | Mitchelton-Scott       | + 14m47s  |
| 14. | Guillaume Martin    | Cofidis                | + 15m07s  |
| 15. | Sergio Henao        | UAE Team Emirates      | + 15m36s  |
| 16. | Sepp Kuss           | Jumbo-Visma            | + 16m26s  |
| 17. | Mattia Cattaneo     | Deceuninck-Quick Step  | + 17m45s  |
| 18. | Marc Soler          | Movistar Team          | + 21m01s  |
| 19. | Gorka Izagirre      | Astana                 | + 21m46s  |
| 20. | Gino Mäder          | NTT Pro Cycling        | + 43m39s  |

### Classificação por pontos
| Classificação por pontos | Classificação por pontos | Classificação por pontos | Classificação por pontos | Classificação por pontos |
| Ciclista                 | Ciclista                 | Equipe                   | Pontos                   |                          |
| ------------------------ | ------------------------ | ------------------------ | ------------------------ | ------------------------ |
| 1.                       | Primož Roglič            | Jumbo-Visma              | 204 pts                  |                          |
| 2.                       | Richard Carapaz          | Ineos Grenadiers         | 133 pts                  |                          |
| 3.                       | Daniel Martin            | Israel Start-Up Nation   | 111 pts                  |                          |
| 4.                       | Hugh Carthy              | EF Pro Cycling           | 96 pts                   |                          |
| 5.                       | Guillaume Martin         | Cofidis                  | 87 pts                   |                          |
| 6.                       | Pascal Ackermann         | Bora-Hansgrohe           | 84 pts                   |                          |
| 7.                       | Jasper Philipsen         | UAE Team Emirates        | 80 pts                   |                          |
| 8.                       | Marc Soler               | Movistar Team            | 73 pts                   |                          |
| 9.                       | Michael Woods            | EF Pro Cycling           | 72 pts                   |                          |
| 10.                      | Enric Mas                | Movistar Team            | 71 pts                   |                          |

### Classificação da montanha
| Classificação da montanha | Classificação da montanha | Classificação da montanha | Classificação da montanha | Classificação da montanha |
| Ciclista                  | Ciclista                  | Equipe                    | Pontos                    |                           |
| ------------------------- | ------------------------- | ------------------------- | ------------------------- | ------------------------- |
| 1.                        | Guillaume Martin          | Cofidis                   | 99 pts                    |                           |
| 2.                        | Tim Wellens               | Lotto-Soudal              | 34 pts                    |                           |
| 3.                        | Richard Carapaz           | Ineos Grenadiers          | 30 pts                    |                           |
| 4.                        | David Gaudu               | Groupama-FDJ              | 29 pts                    |                           |
| 5.                        | Sepp Kuss                 | Jumbo-Visma               | 27 pts                    |                           |
| 6.                        | Primož Roglič             | Jumbo-Visma               | 24 pts                    |                           |
| 7.                        | Hugh Carthy               | EF Pro Cycling            | 21 pts                    |                           |
| 8.                        | Michael Woods             | EF Pro Cycling            | 21 pts                    |                           |
| 9.                        | Rui Costa                 | UAE Team Emirates         | 21 pts                    |                           |
| 10.                       | Daniel Martin             | Israel Start-Up Nation    | 20 pts                    |                           |

### Classificação dos jovens
| Classificação dos jovens | Classificação dos jovens | Classificação dos jovens | Classificação dos jovens | Classificação dos jovens |
| Ciclista                 | Ciclista                 | Equipe                   | Tempo                    |                          |
| ------------------------ | ------------------------ | ------------------------ | ------------------------ | ------------------------ |
| 1.                       | Enric Mas                | Movistar Team            | 72h49m48s                |                          |
| 2.                       | David Gaudu              | Groupama-FDJ             | + 4m09s                  |                          |
| 3.                       | Aleksandr Vlasov         | Astana                   | + 6m00s                  |                          |
| 4.                       | Gino Mäder               | NTT Pro Cycling          | + 40m03s                 |                          |
| 5.                       | Georg Zimmermann         | CCC Team                 | + 42m04s                 |                          |
| 6.                       | William Barta            | CCC Team                 | + 46m28s                 |                          |
| 7.                       | Kobe Goossens            | Lotto-Soudal             | + 59m21s                 |                          |
| 8.                       | Clément Champoussin      | AG2R La Mondiale         | + 1h17m44s               |                          |
| 9.                       | Robert Power             | Team Sunweb              | + 1h30m22s               |                          |
| 10.                      | Dorian Godon             | AG2R La Mondiale         | + 1h38m24s               |                          |

### Classificação por equipas
| Classificação por equipes | Classificação por equipes | Classificação por equipes | Classificação por equipes |
| Equipe                    | Equipe                    | Tempo                     |                           |
| ------------------------- | ------------------------- | ------------------------- | ------------------------- |
| 1.                        | Movistar Team             | 218h37m21s                |                           |
| 2.                        | Jumbo-Visma               | + 10m23s                  |                           |
| 3.                        | Astana                    | + 40m09s                  |                           |
| 4.                        | UAE Team Emirates         | + 1h04m05s                |                           |
| 5.                        | Mitchelton-Scott          | + 1h08m33s                |                           |
| 6.                        | Cofidis                   | + 1h44m20s                |                           |
| 7.                        | Ineos Grenadiers          | + 2h32m28s                |                           |
| 8.                        | Groupama-FDJ              | + 2h44m38s                |                           |
| 9.                        | Team Sunweb               | + 3h08m29s                |                           |
| 10.                       | EF Pro Cycling            | + 3h12m25s                |                           |

## Evolução das classificações
| Etapa                 | Vencedor              | Classificação geral | Classificação por pontos | Classificação da montanha | Melhor jovem | Classificação por equipas | Prêmio da combatividade |
| --------------------- | --------------------- | ------------------- | ------------------------ | ------------------------- | ------------ | ------------------------- | ----------------------- |
| 1.ª                   | Primož Roglič         | Primož Roglič       | Primož Roglič            | Sepp Kuss                 | Enric Mas    | Jumbo-Visma               | Jetse Bol               |
| 2.ª                   | Marc Soler            | Primož Roglič       | Primož Roglič            | Richard Carapaz           | Enric Mas    | Jumbo-Visma               | Gonzalo Serrano         |
| 3.ª                   | Daniel Martin         | Primož Roglič       | Primož Roglič            | Richard Carapaz           | Enric Mas    | Jumbo-Visma               | Willie Smit             |
| 4.ª                   | Sam Bennett           | Primož Roglič       | Primož Roglič            | Richard Carapaz           | Enric Mas    | Jumbo-Visma               | Jesús Ezquerra          |
| 5.ª                   | Tim Wellens           | Primož Roglič       | Primož Roglič            | Tim Wellens               | Enric Mas    | Jumbo-Visma               | Guillaume Martin        |
| 6.ª                   | Ion Izagirre          | Richard Carapaz     | Primož Roglič            | Tim Wellens               | Enric Mas    | Movistar                  | Gorka Izagirre          |
| 7.ª                   | Michael Woods         | Richard Carapaz     | Primož Roglič            | Guillaume Martin          | Enric Mas    | Movistar                  | Alejandro Valverde      |
| 8.ª                   | Primož Roglič         | Richard Carapaz     | Primož Roglič            | Guillaume Martin          | Enric Mas    | Movistar                  | Stan Dewulf             |
| 9.ª                   | Pascal Ackermann      | Richard Carapaz     | Primož Roglič            | Guillaume Martin          | Enric Mas    | Movistar                  | Juan Felipe Osorio      |
| 10.ª                  | Primož Roglič         | Primož Roglič       | Primož Roglič            | Guillaume Martin          | Enric Mas    | Movistar                  | Alex Molenaar           |
| 11.ª                  | David Gaudu           | Primož Roglič       | Primož Roglič            | Guillaume Martin          | Enric Mas    | Movistar                  | Marc Soler              |
| 12.ª                  | Hugh Carthy           | Richard Carapaz     | Primož Roglič            | Guillaume Martin          | Enric Mas    | Movistar                  | Guillaume Martin        |
| 13.ª                  | Primož Roglič         | Primož Roglič       | Primož Roglič            | Guillaume Martin          | Enric Mas    | Movistar                  | não se entregou         |
| 14.ª                  | Tim Wellens           | Primož Roglič       | Primož Roglič            | Guillaume Martin          | Enric Mas    | Movistar                  | Marc Soler              |
| 15.ª                  | Jasper Philipsen      | Primož Roglič       | Primož Roglič            | Guillaume Martin          | Enric Mas    | Movistar                  | Guillaume Martin        |
| 16.ª                  | Magnus Cort           | Primož Roglič       | Primož Roglič            | Guillaume Martin          | Enric Mas    | Movistar                  | Rémi Cavagna            |
| 17.ª                  | David Gaudu           | Primož Roglič       | Primož Roglič            | Guillaume Martin          | Enric Mas    | Movistar                  | Marc Soler              |
| 18.ª                  | Pascal Ackermann      | Primož Roglič       | Primož Roglič            | Guillaume Martin          | Enric Mas    | Movistar                  | não se entregou         |
| Classificações finais | Classificações finais | Primož Roglič       | Primož Roglič            | Guillaume Martin          | Enric Mas    | Movistar                  | Rémi Cavagna            |

## Ciclistas participantes e posições finais
| Legenda                             | Legenda | Legenda                                 | Legenda                                                                                 |
| ----------------------------------- | --- | --------------------------------------- | --------------------------------------------------------------------------------------- |
| Num                                 | Jersey de saída vestida pelo corredor neste Volta a Espanha                                                      | Pos                                     | Posição final na classificação geral                                                    |
| Leader da classificação geral       | Indica o vencedor da classificação geral                                                                         |                                         | Indica o vencedor da classificação da montanha                                          |
| Leader da classificação des sprints | Indica o vencedor da classificação dos sprints                                                                   | Leader da classificação do melhor jovem | Indica o vencedor da classificação do melhor jovem                                      |
|                                     | Indica uma camisola de campeão nacional ou mundial, indica a sua especialidade                                   | #                                       | Indica a melhor equipa                                                                  |
| NP                                  | Indica um corredor que não tomou a saída de uma etapa, indica o número da etapa onde se retirou                  | AB                                      | Indica um corredor que não terminou uma etapa, indica o número da etapa onde se retirou |
| HD                                  | Indica um corredor que terminou uma etapa fora de tempo, indica o número de etapa                                | DSQ                                     | Indica um corredor que foi desqualificado da corrida, indica o número da etapa          |
| *                                   | Indica um corredor válido para a classificação do melhor jovem (corredores nascidos depois de 1 de janeiro 1995) |                                         |                                                                                         |

| Jumbo-Visma TJV | Jumbo-Visma TJV               | Jumbo-Visma TJV |
| --------------- | ----------------------------- | --------------- |
| Num             | Ciclista                      | Pos             |
| 1               | Primož Roglič (SLO) (estrada) | 1.              |
| 2               | George Bennett (NZL)          | 12.             |
| 3               | Tom Dumoulin (NED)            | NP-8            |
| 4               | Robert Gesink (NED)           | 35.             |
| 5               | Lennard Hofstede (NED)        | 51.             |
| 6               | Sepp Kuss (USA)               | 16.             |
| 7               | Paul Martens (GER)            | 109.            |
| 8               | Jonas Vingegaard (DEN)        | 46.             |

| Deceuninck-Quick Step DQT | Deceuninck-Quick Step DQT | Deceuninck-Quick Step DQT |
| ------------------------- | ------------------------- | ------------------------- |
| Num                       | Ciclista                  | Pos                       |
| 11                        | Sam Bennett (IRL)         | 137.                      |
| 12                        | Andrea Bagioli (ITA)      | DNF-16                    |
| 13                        | Mattia Cattaneo (ITA)     | 17.                       |
| 14                        | Ian Garrison (USA)        | 127.                      |
| 15                        | Michael Mørkøv (DEN)      | 121.                      |
| 16                        | Jannik Steimle (GER)      | 83.                       |
| 17                        | Zdeněk Štybar (CZE)       | 102.                      |
| 18                        | Rémi Cavagna (FRA)        | 84.                       |

| UAE Team Emirates UAD | UAE Team Emirates UAD       | UAE Team Emirates UAD |
| --------------------- | --------------------------- | --------------------- |
| Num                   | Ciclista                    | Pos                   |
| 21                    | David de la Cruz (ESP)      | 7.                    |
| 22                    | Rui Costa (POR) (estrada)   | 44.                   |
| 23                    | Davide Formolo (ITA)        | NP-18                 |
| 24                    | Sergio Henao (COL)          | 15.                   |
| 25                    | Jasper Philipsen (BEL)      | 85.                   |
| 26                    | Aleksandr Riabushenko (BLR) | 90.                   |
| 27                    | Ivo Oliveira (POR) (CRI)    | 101.                  |
| 28                    | Rui Oliveira (POR)          | 119.                  |

| Trek-Segafredo TFS | Trek-Segafredo TFS     | Trek-Segafredo TFS |
| ------------------ | ---------------------- | ------------------ |
| Num                | Ciclista               | Pos                |
| 31                 | Juan Pedro López (ESP) | 42.                |
| 32                 | Matteo Moschetti (ITA) | HD-7               |
| 33                 | Koen de Kort (NED)     | 82.                |
| 34                 | Niklas Eg (DEN)        | 59.                |
| 35                 | Kenny Elissonde (FRA)  | NP-8               |
| 36                 | Alexander Kamp (DEN)   | DNF-14             |
| 37                 | Emīls Liepiņš (LAT)    | 124.               |
| 38                 | Michel Ries (LUX)      | 60.                |

| Team Sunweb SUN | Team Sunweb SUN       | Team Sunweb SUN |
| --------------- | --------------------- | --------------- |
| Num             | Ciclista              | Pos             |
| 41              | Robert Power (AUS)    | 37.             |
| 42              | Thymen Arensman (NED) | 41.             |
| 43              | Mark Donovan (GBR)    | 48.             |
| 44              | Max Kanter (GER)      | 112.            |
| 45              | Martin Salmon (GER)   | DNF-14          |
| 46              | Michael Storer (AUS)  | 40.             |
| 47              | Ilan Van Wilder (BEL) | DNF-1           |
| 48              | Jasha Sütterlin (GER) | 55.             |

| Astana AST | Astana AST                        | Astana AST |
| ---------- | --------------------------------- | ---------- |
| Num        | Ciclista                          | Pos        |
| 51         | Aleksandr Vlasov (RUS)            | 11.        |
| 52         | Alex Aranburu (ESP)               | 75.        |
| 53         | Dmitriy Gruzdev (KAZ)             | 93.        |
| 54         | Omar Fraile (ESP)                 | 64.        |
| 55         | Ion Izagirre (ESP)                | 29.        |
| 56         | Merhawi Kudus (ERI)               | 58.        |
| 57         | Gorka Izagirre (ESP)              | 19.        |
| 58         | Luis León Sánchez (ESP) (estrada) | NP-16      |

| Bora-Hansgrohe BOH | Bora-Hansgrohe BOH        | Bora-Hansgrohe BOH |
| ------------------ | ------------------------- | ------------------ |
| Num                | Ciclista                  | Pos                |
| 61                 | Pascal Ackermann (GER)    | 131.               |
| 62                 | Martin Laas (EST)         | 140.               |
| 63                 | Felix Großschartner (AUT) | 9.                 |
| 64                 | Jay McCarthy (AUS)        | DNF-7              |
| 65                 | Ide Schelling (NED)       | 69.                |
| 66                 | Andreas Schillinger (GER) | 123.               |
| 67                 | Michaek Schwarzmann (GER) | 122.               |
| 68                 | Rüdiger Selig (GER)       | 141.               |

| Ineos Grenadiers IGD | Ineos Grenadiers IGD   | Ineos Grenadiers IGD |
| -------------------- | ---------------------- | -------------------- |
| Num                  | Ciclista               | Pos                  |
| 71                   | Chris Froome (GBR)     | 98.                  |
| 72                   | Richard Carapaz (ECU)  | 2.                   |
| 73                   | Andrey Amador (CRC)    | 52.                  |
| 74                   | Michał Gołaś (POL)     | NP-8                 |
| 75                   | Brandon Rivera (COL)   | DNF-2                |
| 76                   | Iván Ramiro Sosa (COL) | 62.                  |
| 77                   | Dylan van Baarle (NED) | 49.                  |
| 78                   | Cameron Wurf (AUS)     | 95.                  |

| Mitchelton-Scott MTS | Mitchelton-Scott MTS      | Mitchelton-Scott MTS |
| -------------------- | ------------------------- | -------------------- |
| Num                  | Ciclista                  | Pos                  |
| 81                   | Esteban Chaves (COL)      | 27.                  |
| 82                   | Tsgabu Grmay (ETH)        | 54.                  |
| 83                   | Mikel Nieve (ESP)         | 13.                  |
| 84                   | Nick Schultz (AUS)        | 25.                  |
| 85                   | Callum Scotson (AUS)      | 88.                  |
| 86                   | Dion Smith (NZL)          | 74.                  |
| 87                   | Robert Stannard (AUS)     | 76.                  |
| 88                   | Alexander Edmondson (AUS) | 135.                 |

| Groupama-FDJ GFC | Groupama-FDJ GFC        | Groupama-FDJ GFC |
| ---------------- | ----------------------- | ---------------- |
| Num              | Ciclista                | Pos              |
| 91               | Thibaut Pinot (FRA)     | NP-3             |
| 92               | Bruno Armirail (FRA)    | 28.              |
| 93               | Mickaël Delage (FRA)    | 142.             |
| 94               | David Gaudu (FRA)       | 8.               |
| 95               | Mathieu Ladagnous (FRA) | DNF-11           |
| 96               | Olivier Le Gac (FRA)    | 68.              |
| 97               | Anthony Roux (FRA)      | 66.              |
| 98               | Romain Seigle (FRA)     | DNF-7            |

| EF Pro Cycling EF1 | EF Pro Cycling EF1                 | EF Pro Cycling EF1 |
| ------------------ | ---------------------------------- | ------------------ |
| Num                | Ciclista                           | Pos                |
| 101                | Daniel Felipe Martínez (COL) (CRI) | NP-4               |
| 102                | Hugh Carthy (GBR)                  | 3.                 |
| 103                | Mitchell Docker (AUS)              | 132.               |
| 104                | Magnus Cort (DEN)                  | 67.                |
| 105                | Logan Owen (USA)                   | 105.               |
| 106                | Julius van den Berg (NED)          | 126.               |
| 107                | Tejay van Garderen (USA)           | 113.               |
| 108                | Michael Woods (CAN)                | 34.                |

| Bahrain McLaren TBM | Bahrain McLaren TBM     | Bahrain McLaren TBM |
| ------------------- | ----------------------- | ------------------- |
| Num                 | Ciclista                | Pos                 |
| 111                 | Wout Poels (NED)        | 6.                  |
| 112                 | Grega Bole (SLO)        | DNF-5               |
| 113                 | Santiago Buitrago (COL) | 53.                 |
| 114                 | Scott Davies (GBR)      | 111.                |
| 115                 | Kevin Inkelaar (NED)    | 138.                |
| 116                 | Matej Mohorič (SLO)     | NP-3                |
| 117                 | Fred Wright (GBR)       | 91.                 |
| 118                 | Stephen Williams (GBR)  | NP-11               |

| AG2R La Mondiale ALM | AG2R La Mondiale ALM      | AG2R La Mondiale ALM |
| -------------------- | ------------------------- | -------------------- |
| Num                  | Ciclista                  | Pos                  |
| 121                  | Clément Champoussin (FRA) | 31.                  |
| 122                  | Mathias Frank (SUI)       | DNF-1                |
| 123                  | Alexandre Geniez (FRA)    | DNF-1                |
| 124                  | Dorian Godon (FRA)        | 38.                  |
| 125                  | Nans Peters (FRA)         | 36.                  |
| 126                  | Harry Tanfield (GBR)      | DNF-15               |
| 127                  | Quentin Jauregui (FRA)    | DNF-11               |
| 128                  | Axel Domont (FRA)         | DNF-2                |

| CCC Team CCC | CCC Team CCC            | CCC Team CCC |
| ------------ | ----------------------- | ------------ |
| Num          | Ciclista                | Pos          |
| 131          | Simon Geschke (GER)     | NP-4         |
| 132          | William Barta (USA)     | 22.          |
| 133          | Jan Hirt (CZE)          | 56.          |
| 134          | Jakub Mareczko (ITA)    | DNF-11       |
| 135          | Michał Paluta (POL)     | 118.         |
| 136          | Łukasz Wiśniowski (POL) | 115.         |
| 137          | Georg Zimmermann (GER)  | 21.          |
| 138          | Francisco Ventoso (ESP) | DNF-5        |

| Lotto-Soudal LTS | Lotto-Soudal LTS         | Lotto-Soudal LTS |
| ---------------- | ------------------------ | ---------------- |
| Num              | Ciclista                 | Pos              |
| 141              | Tim Wellens (BEL)        | 78.              |
| 142              | Gerben Thijssen (BEL)    | DNF-15           |
| 143              | Stan Dewulf (BEL)        | 70.              |
| 144              | Kobe Goossens (BEL)      | 24.              |
| 145              | Tomasz Marczyński (POL)  | 108.             |
| 146              | Rémy Mertz (BEL)         | 104.             |
| 147              | Tosh Van der Sande (BEL) | 96.              |
| 148              | Brent Van Moer (BEL)     | 100.             |

| Cofidis COF | Cofidis COF                     | Cofidis COF |
| ----------- | ------------------------------- | ----------- |
| Num         | Ciclista                        | Pos         |
| 151         | Guillaume Martin (FRA)          | 14.         |
| 152         | Fernando Barceló (ESP)          | NP-6        |
| 153         | Natnael Berhane (ERI) (estrada) | DNF-5       |
| 154         | José Herrada (ESP)              | 26.         |
| 155         | Victor Lafay (FRA)              | 81.         |
| 156         | Luis Ángel Maté (ESP)           | 23.         |
| 157         | Emmanuel Morin (FRA)            | 134.        |
| 158         | Pierre-Luc Périchon (FRA)       | 97.         |

| NTT Pro Cycling NTT | NTT Pro Cycling NTT               | NTT Pro Cycling NTT |
| ------------------- | --------------------------------- | ------------------- |
| Num                 | Ciclista                          | Pos                 |
| 161                 | Carlos Barbero (ESP)              | 107.                |
| 162                 | Stefan de Bod (RSA)               | 94.                 |
| 163                 | Nicholas Dlamini (RSA)            | DNF-11              |
| 164                 | Benjamin Dyball (AUS)             | 130.                |
| 165                 | Enrico Gasparotto (SUI)           | 120.                |
| 166                 | Michael Valgren (DEN)             | 33.                 |
| 167                 | Reinardt Janse van Rensburg (RSA) | 103.                |
| 168                 | Gino Mäder (SUI)                  | 20.                 |

| Movistar Team MOV | Movistar Team MOV        | Movistar Team MOV |
| ----------------- | ------------------------ | ----------------- |
| Num               | Ciclista                 | Pos               |
| 171               | Alejandro Valverde (ESP) | 10.               |
| 172               | Jorge Arcas (ESP)        | 77.               |
| 173               | Imanol Erviti (ESP)      | 47.               |
| 174               | Enric Mas (ESP)          | 5.                |
| 175               | Nelson Oliveira (POR)    | 39.               |
| 176               | José Joaquín Rojas (ESP) | 32.               |
| 177               | Marc Soler (ESP)         | 18.               |
| 178               | Carlos Verona (ESP)      | 30.               |

| Israel Start-Up Nation ISN | Israel Start-Up Nation ISN | Israel Start-Up Nation ISN |
| -------------------------- | -------------------------- | -------------------------- |
| Num                        | Ciclista                   | Pos                        |
| 181                        | Daniel Martin (IRL)        | 4.                         |
| 182                        | Omer Goldstein (ISR)       | 106.                       |
| 183                        | Reto Hollenstein (SUI)     | 72.                        |
| 184                        | James Piccoli (CAN)        | 125.                       |
| 185                        | Mihkel Räim (EST)          | 139.                       |
| 186                        | Alexis Renard (FRA)        | DNF-14                     |
| 187                        | Rory Sutherland (AUS)      | 129.                       |
| 188                        | Matteo Badilatti (SUI)     | 110.                       |

| Total Direct Énergie TDE | Total Direct Énergie TDE | Total Direct Énergie TDE |
| ------------------------ | ------------------------ | ------------------------ |
| Num                      | Ciclista                 | Pos                      |
| 191                      | Niki Terpstra (NED)      | 136.                     |
| 192                      | Lorrenzo Manzin (FRA)    | 133.                     |
| 193                      | Valentin Ferron (FRA)    | 87.                      |
| 194                      | Jonathan Hivert (FRA)    | 86.                      |
| 195                      | Pim Ligthart (NED)       | DNF-15                   |
| 196                      | Paul Ourselin (FRA)      | 79.                      |
| 197                      | Romain Sicard (FRA)      | 45.                      |
| 198                      | Julien Simon (FRA)       | 65.                      |

| Caja Rural-Seguros RGA CJR | Caja Rural-Seguros RGA CJR      | Caja Rural-Seguros RGA CJR |
| -------------------------- | ------------------------------- | -------------------------- |
| Num                        | Ciclista                        | Pos                        |
| 201                        | Jonathan Lastra (ESP)           | 61.                        |
| 202                        | Jon Aberasturi (ESP)            | 117.                       |
| 203                        | Julen Amézqueta (ESP)           | 50.                        |
| 204                        | Aritz Bagües (ESP)              | 92.                        |
| 205                        | Jefferson Cepeda (ECU)          | 116.                       |
| 206                        | Jhojan García (COL)             | 71.                        |
| 207                        | Héctor Benito Sáez (ESP)        | DNF-11                     |
| 208                        | Gonzalo Serrano Rodríguez (ESP) | 57.                        |

| Burgos-BH BBH | Burgos-BH BBH            | Burgos-BH BBH |
| ------------- | ------------------------ | ------------- |
| Num           | Ciclista                 | Pos           |
| 211           | Ángel Madrazo (ESP)      | 43.           |
| 212           | Jetse Bol (NED)          | 80.           |
| 213           | Óscar Cabedo (ESP)       | 63.           |
| 214           | Jesús Ezquerra (ESP)     | 89.           |
| 215           | Alex Molenaar (NED)      | 128.          |
| 216           | Juan Felipe Osorio (COL) | 114.          |
| 217           | Willie Smit (RSA)        | 73.           |
| 218           | Ricardo Vilela (POR)     | 99.           |

| Jumbo-Visma TJV | Jumbo-Visma TJV               | Jumbo-Visma TJV |
| --------------- | ----------------------------- | --------------- |
| Num             | Ciclista                      | Pos             |
| 1               | Primož Roglič (SLO) (estrada) | 1.              |
| 2               | George Bennett (NZL)          | 12.             |
| 3               | Tom Dumoulin (NED)            | NP-8            |
| 4               | Robert Gesink (NED)           | 35.             |
| 5               | Lennard Hofstede (NED)        | 51.             |
| 6               | Sepp Kuss (USA)               | 16.             |
| 7               | Paul Martens (GER)            | 109.            |
| 8               | Jonas Vingegaard (DEN)        | 46.             |

| Deceuninck-Quick Step DQT | Deceuninck-Quick Step DQT | Deceuninck-Quick Step DQT |
| ------------------------- | ------------------------- | ------------------------- |
| Num                       | Ciclista                  | Pos                       |
| 11                        | Sam Bennett (IRL)         | 137.                      |
| 12                        | Andrea Bagioli (ITA)      | DNF-16                    |
| 13                        | Mattia Cattaneo (ITA)     | 17.                       |
| 14                        | Ian Garrison (USA)        | 127.                      |
| 15                        | Michael Mørkøv (DEN)      | 121.                      |
| 16                        | Jannik Steimle (GER)      | 83.                       |
| 17                        | Zdeněk Štybar (CZE)       | 102.                      |
| 18                        | Rémi Cavagna (FRA)        | 84.                       |

| UAE Team Emirates UAD | UAE Team Emirates UAD       | UAE Team Emirates UAD |
| --------------------- | --------------------------- | --------------------- |
| Num                   | Ciclista                    | Pos                   |
| 21                    | David de la Cruz (ESP)      | 7.                    |
| 22                    | Rui Costa (POR) (estrada)   | 44.                   |
| 23                    | Davide Formolo (ITA)        | NP-18                 |
| 24                    | Sergio Henao (COL)          | 15.                   |
| 25                    | Jasper Philipsen (BEL)      | 85.                   |
| 26                    | Aleksandr Riabushenko (BLR) | 90.                   |
| 27                    | Ivo Oliveira (POR) (CRI)    | 101.                  |
| 28                    | Rui Oliveira (POR)          | 119.                  |

| Trek-Segafredo TFS | Trek-Segafredo TFS     | Trek-Segafredo TFS |
| ------------------ | ---------------------- | ------------------ |
| Num                | Ciclista               | Pos                |
| 31                 | Juan Pedro López (ESP) | 42.                |
| 32                 | Matteo Moschetti (ITA) | HD-7               |
| 33                 | Koen de Kort (NED)     | 82.                |
| 34                 | Niklas Eg (DEN)        | 59.                |
| 35                 | Kenny Elissonde (FRA)  | NP-8               |
| 36                 | Alexander Kamp (DEN)   | DNF-14             |
| 37                 | Emīls Liepiņš (LAT)    | 124.               |
| 38                 | Michel Ries (LUX)      | 60.                |

| Team Sunweb SUN | Team Sunweb SUN       | Team Sunweb SUN |
| --------------- | --------------------- | --------------- |
| Num             | Ciclista              | Pos             |
| 41              | Robert Power (AUS)    | 37.             |
| 42              | Thymen Arensman (NED) | 41.             |
| 43              | Mark Donovan (GBR)    | 48.             |
| 44              | Max Kanter (GER)      | 112.            |
| 45              | Martin Salmon (GER)   | DNF-14          |
| 46              | Michael Storer (AUS)  | 40.             |
| 47              | Ilan Van Wilder (BEL) | DNF-1           |
| 48              | Jasha Sütterlin (GER) | 55.             |

| Astana AST | Astana AST                        | Astana AST |
| ---------- | --------------------------------- | ---------- |
| Num        | Ciclista                          | Pos        |
| 51         | Aleksandr Vlasov (RUS)            | 11.        |
| 52         | Alex Aranburu (ESP)               | 75.        |
| 53         | Dmitriy Gruzdev (KAZ)             | 93.        |
| 54         | Omar Fraile (ESP)                 | 64.        |
| 55         | Ion Izagirre (ESP)                | 29.        |
| 56         | Merhawi Kudus (ERI)               | 58.        |
| 57         | Gorka Izagirre (ESP)              | 19.        |
| 58         | Luis León Sánchez (ESP) (estrada) | NP-16      |

| Bora-Hansgrohe BOH | Bora-Hansgrohe BOH        | Bora-Hansgrohe BOH |
| ------------------ | ------------------------- | ------------------ |
| Num                | Ciclista                  | Pos                |
| 61                 | Pascal Ackermann (GER)    | 131.               |
| 62                 | Martin Laas (EST)         | 140.               |
| 63                 | Felix Großschartner (AUT) | 9.                 |
| 64                 | Jay McCarthy (AUS)        | DNF-7              |
| 65                 | Ide Schelling (NED)       | 69.                |
| 66                 | Andreas Schillinger (GER) | 123.               |
| 67                 | Michaek Schwarzmann (GER) | 122.               |
| 68                 | Rüdiger Selig (GER)       | 141.               |

| Ineos Grenadiers IGD | Ineos Grenadiers IGD   | Ineos Grenadiers IGD |
| -------------------- | ---------------------- | -------------------- |
| Num                  | Ciclista               | Pos                  |
| 71                   | Chris Froome (GBR)     | 98.                  |
| 72                   | Richard Carapaz (ECU)  | 2.                   |
| 73                   | Andrey Amador (CRC)    | 52.                  |
| 74                   | Michał Gołaś (POL)     | NP-8                 |
| 75                   | Brandon Rivera (COL)   | DNF-2                |
| 76                   | Iván Ramiro Sosa (COL) | 62.                  |
| 77                   | Dylan van Baarle (NED) | 49.                  |
| 78                   | Cameron Wurf (AUS)     | 95.                  |

| Mitchelton-Scott MTS | Mitchelton-Scott MTS      | Mitchelton-Scott MTS |
| -------------------- | ------------------------- | -------------------- |
| Num                  | Ciclista                  | Pos                  |
| 81                   | Esteban Chaves (COL)      | 27.                  |
| 82                   | Tsgabu Grmay (ETH)        | 54.                  |
| 83                   | Mikel Nieve (ESP)         | 13.                  |
| 84                   | Nick Schultz (AUS)        | 25.                  |
| 85                   | Callum Scotson (AUS)      | 88.                  |
| 86                   | Dion Smith (NZL)          | 74.                  |
| 87                   | Robert Stannard (AUS)     | 76.                  |
| 88                   | Alexander Edmondson (AUS) | 135.                 |

| Groupama-FDJ GFC | Groupama-FDJ GFC        | Groupama-FDJ GFC |
| ---------------- | ----------------------- | ---------------- |
| Num              | Ciclista                | Pos              |
| 91               | Thibaut Pinot (FRA)     | NP-3             |
| 92               | Bruno Armirail (FRA)    | 28.              |
| 93               | Mickaël Delage (FRA)    | 142.             |
| 94               | David Gaudu (FRA)       | 8.               |
| 95               | Mathieu Ladagnous (FRA) | DNF-11           |
| 96               | Olivier Le Gac (FRA)    | 68.              |
| 97               | Anthony Roux (FRA)      | 66.              |
| 98               | Romain Seigle (FRA)     | DNF-7            |

| EF Pro Cycling EF1 | EF Pro Cycling EF1                 | EF Pro Cycling EF1 |
| ------------------ | ---------------------------------- | ------------------ |
| Num                | Ciclista                           | Pos                |
| 101                | Daniel Felipe Martínez (COL) (CRI) | NP-4               |
| 102                | Hugh Carthy (GBR)                  | 3.                 |
| 103                | Mitchell Docker (AUS)              | 132.               |
| 104                | Magnus Cort (DEN)                  | 67.                |
| 105                | Logan Owen (USA)                   | 105.               |
| 106                | Julius van den Berg (NED)          | 126.               |
| 107                | Tejay van Garderen (USA)           | 113.               |
| 108                | Michael Woods (CAN)                | 34.                |

| Bahrain McLaren TBM | Bahrain McLaren TBM     | Bahrain McLaren TBM |
| ------------------- | ----------------------- | ------------------- |
| Num                 | Ciclista                | Pos                 |
| 111                 | Wout Poels (NED)        | 6.                  |
| 112                 | Grega Bole (SLO)        | DNF-5               |
| 113                 | Santiago Buitrago (COL) | 53.                 |
| 114                 | Scott Davies (GBR)      | 111.                |
| 115                 | Kevin Inkelaar (NED)    | 138.                |
| 116                 | Matej Mohorič (SLO)     | NP-3                |
| 117                 | Fred Wright (GBR)       | 91.                 |
| 118                 | Stephen Williams (GBR)  | NP-11               |

| AG2R La Mondiale ALM | AG2R La Mondiale ALM      | AG2R La Mondiale ALM |
| -------------------- | ------------------------- | -------------------- |
| Num                  | Ciclista                  | Pos                  |
| 121                  | Clément Champoussin (FRA) | 31.                  |
| 122                  | Mathias Frank (SUI)       | DNF-1                |
| 123                  | Alexandre Geniez (FRA)    | DNF-1                |
| 124                  | Dorian Godon (FRA)        | 38.                  |
| 125                  | Nans Peters (FRA)         | 36.                  |
| 126                  | Harry Tanfield (GBR)      | DNF-15               |
| 127                  | Quentin Jauregui (FRA)    | DNF-11               |
| 128                  | Axel Domont (FRA)         | DNF-2                |

| CCC Team CCC | CCC Team CCC            | CCC Team CCC |
| ------------ | ----------------------- | ------------ |
| Num          | Ciclista                | Pos          |
| 131          | Simon Geschke (GER)     | NP-4         |
| 132          | William Barta (USA)     | 22.          |
| 133          | Jan Hirt (CZE)          | 56.          |
| 134          | Jakub Mareczko (ITA)    | DNF-11       |
| 135          | Michał Paluta (POL)     | 118.         |
| 136          | Łukasz Wiśniowski (POL) | 115.         |
| 137          | Georg Zimmermann (GER)  | 21.          |
| 138          | Francisco Ventoso (ESP) | DNF-5        |

| Lotto-Soudal LTS | Lotto-Soudal LTS         | Lotto-Soudal LTS |
| ---------------- | ------------------------ | ---------------- |
| Num              | Ciclista                 | Pos              |
| 141              | Tim Wellens (BEL)        | 78.              |
| 142              | Gerben Thijssen (BEL)    | DNF-15           |
| 143              | Stan Dewulf (BEL)        | 70.              |
| 144              | Kobe Goossens (BEL)      | 24.              |
| 145              | Tomasz Marczyński (POL)  | 108.             |
| 146              | Rémy Mertz (BEL)         | 104.             |
| 147              | Tosh Van der Sande (BEL) | 96.              |
| 148              | Brent Van Moer (BEL)     | 100.             |

| Cofidis COF | Cofidis COF                     | Cofidis COF |
| ----------- | ------------------------------- | ----------- |
| Num         | Ciclista                        | Pos         |
| 151         | Guillaume Martin (FRA)          | 14.         |
| 152         | Fernando Barceló (ESP)          | NP-6        |
| 153         | Natnael Berhane (ERI) (estrada) | DNF-5       |
| 154         | José Herrada (ESP)              | 26.         |
| 155         | Victor Lafay (FRA)              | 81.         |
| 156         | Luis Ángel Maté (ESP)           | 23.         |
| 157         | Emmanuel Morin (FRA)            | 134.        |
| 158         | Pierre-Luc Périchon (FRA)       | 97.         |

| NTT Pro Cycling NTT | NTT Pro Cycling NTT               | NTT Pro Cycling NTT |
| ------------------- | --------------------------------- | ------------------- |
| Num                 | Ciclista                          | Pos                 |
| 161                 | Carlos Barbero (ESP)              | 107.                |
| 162                 | Stefan de Bod (RSA)               | 94.                 |
| 163                 | Nicholas Dlamini (RSA)            | DNF-11              |
| 164                 | Benjamin Dyball (AUS)             | 130.                |
| 165                 | Enrico Gasparotto (SUI)           | 120.                |
| 166                 | Michael Valgren (DEN)             | 33.                 |
| 167                 | Reinardt Janse van Rensburg (RSA) | 103.                |
| 168                 | Gino Mäder (SUI)                  | 20.                 |

| Movistar Team MOV | Movistar Team MOV        | Movistar Team MOV |
| ----------------- | ------------------------ | ----------------- |
| Num               | Ciclista                 | Pos               |
| 171               | Alejandro Valverde (ESP) | 10.               |
| 172               | Jorge Arcas (ESP)        | 77.               |
| 173               | Imanol Erviti (ESP)      | 47.               |
| 174               | Enric Mas (ESP)          | 5.                |
| 175               | Nelson Oliveira (POR)    | 39.               |
| 176               | José Joaquín Rojas (ESP) | 32.               |
| 177               | Marc Soler (ESP)         | 18.               |
| 178               | Carlos Verona (ESP)      | 30.               |

| Israel Start-Up Nation ISN | Israel Start-Up Nation ISN | Israel Start-Up Nation ISN |
| -------------------------- | -------------------------- | -------------------------- |
| Num                        | Ciclista                   | Pos                        |
| 181                        | Daniel Martin (IRL)        | 4.                         |
| 182                        | Omer Goldstein (ISR)       | 106.                       |
| 183                        | Reto Hollenstein (SUI)     | 72.                        |
| 184                        | James Piccoli (CAN)        | 125.                       |
| 185                        | Mihkel Räim (EST)          | 139.                       |
| 186                        | Alexis Renard (FRA)        | DNF-14                     |
| 187                        | Rory Sutherland (AUS)      | 129.                       |
| 188                        | Matteo Badilatti (SUI)     | 110.                       |

| Total Direct Énergie TDE | Total Direct Énergie TDE | Total Direct Énergie TDE |
| ------------------------ | ------------------------ | ------------------------ |
| Num                      | Ciclista                 | Pos                      |
| 191                      | Niki Terpstra (NED)      | 136.                     |
| 192                      | Lorrenzo Manzin (FRA)    | 133.                     |
| 193                      | Valentin Ferron (FRA)    | 87.                      |
| 194                      | Jonathan Hivert (FRA)    | 86.                      |
| 195                      | Pim Ligthart (NED)       | DNF-15                   |
| 196                      | Paul Ourselin (FRA)      | 79.                      |
| 197                      | Romain Sicard (FRA)      | 45.                      |
| 198                      | Julien Simon (FRA)       | 65.                      |

| Caja Rural-Seguros RGA CJR | Caja Rural-Seguros RGA CJR      | Caja Rural-Seguros RGA CJR |
| -------------------------- | ------------------------------- | -------------------------- |
| Num                        | Ciclista                        | Pos                        |
| 201                        | Jonathan Lastra (ESP)           | 61.                        |
| 202                        | Jon Aberasturi (ESP)            | 117.                       |
| 203                        | Julen Amézqueta (ESP)           | 50.                        |
| 204                        | Aritz Bagües (ESP)              | 92.                        |
| 205                        | Jefferson Cepeda (ECU)          | 116.                       |
| 206                        | Jhojan García (COL)             | 71.                        |
| 207                        | Héctor Benito Sáez (ESP)        | DNF-11                     |
| 208                        | Gonzalo Serrano Rodríguez (ESP) | 57.                        |

| Burgos-BH BBH | Burgos-BH BBH            | Burgos-BH BBH |
| ------------- | ------------------------ | ------------- |
| Num           | Ciclista                 | Pos           |
| 211           | Ángel Madrazo (ESP)      | 43.           |
| 212           | Jetse Bol (NED)          | 80.           |
| 213           | Óscar Cabedo (ESP)       | 63.           |
| 214           | Jesús Ezquerra (ESP)     | 89.           |
| 215           | Alex Molenaar (NED)      | 128.          |
| 216           | Juan Felipe Osorio (COL) | 114.          |
| 217           | Willie Smit (RSA)        | 73.           |
| 218           | Ricardo Vilela (POR)     | 99.           |

## UCI World Ranking
A Volta a Espanha outorgará pontos para o UCI World Ranking para corredores das equipas nas categorias UCI WorldTeam, UCI ProTeam e Equipas Continentais. As seguintes tabelas são o barómetro de pontuação e os 10 corredores que obtiveram pontos:
| Posição                  | 1.º | 2.º | 3.º | 4.º | 5.º | 6.º | 7.º | 8.º | 9.º | 10.º | 11.º | 12.º | 13.º | 14.º | 15.º | 16.º | 17.º | 18.º | 19.º | 20.º | 21.º-25.º | 26.º-30.º | 31.º-40.º | 41.º-50.º | 51.º-55.º | 56.º-60.º |
| Classificação geral      | 850 | 680 | 575 | 460 | 380 | 320 | 260 | 220 | 180 | 140  | 120  | 100  | 84   | 68   | 60   | 56   | 52   | 48   | 44   | 40   | 32        | 24        | 20        | 16        | 12        | 8         |
| Por etapa                | 100 | 40  | 20  | 12  | 4   |     |     |     |     |      |      |      |      |      |      |      |      |      |      |      |           |           |           |           |           |           |
| Líder                    | 20  |     |     |     |     |     |     |     |     |      |      |      |      |      |      |      |      |      |      |      |           |           |           |           |           |           |
| Classificação secundária | 100 | 40  | 20  |     |     |     |     |     |     |      |      |      |      |      |      |      |      |      |      |      |           |           |           |           |           |           |

| Classificação |                  |                        |       |       |       |            |       |
| Posição       | Ciclista         | Equipa                 | Geral | Etapa | Líder | Secundária | Total |
| ------------- | ---------------- | ---------------------- | ----- | ----- | ----- | ---------- | ----- |
| 1.º           | Primož Roglič    | Jumbo-Visma            | 850   | 536   | 240   | 100        | 1726  |
| 2.º           | Richard Carapaz  | Ineos Grenadiers       | 680   | 128   | 100   | 60         | 968   |
| 3.º           | Hugh Carthy      | EF                     | 575   | 116   | -     | -          | 691   |
| 4.º           | Daniel Martin    | Israel Start-Up Nation | 460   | 160   | -     | 20         | 640   |
| 5.º           | David Gaudu      | Groupama-FDJ           | 220   | 200   | -     | -          | 420   |
| 6.º           | Enric Mas        | Movistar               | 380   | 20    | -     | -          | 400   |
| 7.º           | Wout Poels       | Bahrain McLaren        | 320   | 12    | -     | -          | 332   |
| 8.º           | David de la Cruz | UAE Emirates           | 260   | 12    | -     | -          | 272   |
| 9.º           | Pascal Ackermann | Bora-Hansgrohe         | -     | 252   | -     | -          | 252   |
| 10.º          | Tim Wellens      | Lotto Soudal           | -     | 200   | -     | 40         | 240   |

1. ↑  Só classificações da regularidade e a montanha.